# Walckenaeria neglecta
Walckenaeria neglecta là một loài nhện trong họ Linyphiidae.
Loài này thuộc chi Walckenaeria. Walckenaeria neglecta được Robert Bosmans miêu tả năm 1993.